# هاروب (طائرة)
الطائرة هاروب(بالإنجليزية: Harop) هي طائرة دون طيار صنعتها شركة «إسرائيل إيركرافت إندستريز» (IAI) وهي تمثل الطائرة الكبيرة من نوع هاربي IAI Harpy. تستخدم الطائرة هاروب للأغراض العسكرية. وبالإضافة إلى ماتحمله الطائرة من رأس من مواد متفجرة فهي نفسها تعتبر قذيفة لتتبع العدو في معارك القتال وتدمر أهدافها بالسقوط المباشر عليها. وقد قامت شركة «إسرائيل إيروسباس إندستؤيز» بتصميم تلك الطائرة التي تطير دون طيار بغرض ضرب مواقع الدفاع الجوي للأعداء.

## وظيفتها
تحمل الطائرة 23 كيلوجراما من المتفجرات وتترصد أهدافها وتنقض عليها بطريقة الكاميكاتسي اليابانية فتدمرها بالإصابة الكلية المدمرة للطائرة ونا عليها من متفجرات. وهي تحتاج لأداء هذه المهمة تعضيدا من طائرة دون طيار أخرى للاستطلاع والتوجيه، كما يمكن ان تقوم القوات البرية أوطائرات بعملية التوجيه. وقامت إسرائيل ببيع الطائرة للهند وألمانيا حتى الآن، بالإضافة إلى استخدامها في الجيش الإسرائيلي.
يتضمن عقد بيع نظام الطائرة هاروب إلى دولة أجنبية عقدا بمبلغ 100 مليون دولار.

## مواصفاتها التقنية
| المواصفة              | البيانات     |
| --------------------- | ------------ |
| النوع:                | سلاح تكتيكي  |
| الطول:                | 2,5 m        |
| عرض الجناحين:         | 3 m          |
| الارتفاع:             | k. A.        |
| أقصى وزن عند الإقلاع: | k. A.        |
| الحمولة:              | 23 كيلوجرام  |
| السرعة القصوى:        | k. A.        |
| أقصي علو:             | k. A.        |
| المدى:                | 1000 كيلومتر |
| زمن الطيران:          | 6 ساعات      |

أعلنت القوات الجوية الهندية في سبتمبر 2009 عن عزمها لشراء 10 طائرات من نوع هاروب من إسرائيل، وتم التعاقد بقيمة تبلغ 100 مليون دولار.
 وكانت طائرة هاروب قد عرضت أول مرة في الهند خلال معرض الطيران الهندي 2009.

وفي أواخر سبتمبر 2009 أعلنت القوات الجوية الألمانية أيضا عن عزمها لشراء عدد لم يعلن عنه بعد من طائرات نظام هاروب.

## وصلات خارجية
- IAI: IAI to Supply HAROP System for Over $100 Million
- IAI: Harop

## اقرأ أيضًا
- طائرة دون طيار
- أيتان (طائرة)
- هاربي (طائرة)
- أفق (قمر صناعي)
- إم كيو-1 بريداتور
- إم كيو-9 ريبر
- بانثر (طائرة)
- هيرون، طائرة إسرائيلية
- بيرد آي (طائرة)
- إسرائيل لصناعات الطيران والفضاء